# Wrightsville (Arkansas)
Pour les articles homonymes, voir Wrightsville.
Wrightsville  est une ville du Comté de Pulaski en Arkansas.
Sa population était de 1 542 habitants en 2020.

## Démographie
| 1990  | 2000  | 2010  | - | - | - |
| ----- | ----- | ----- | - | - | - |
| 1 062 | 1 368 | 2 114 | - | - | - |